# Mękarzowice (województwo dolnośląskie)
Mękarzowice (niem. Mankerwitz) – wieś w Polsce położona w województwie dolnośląskim, w powiecie oleśnickim, w gminie Dobroszyce.

## Podział administracyjny
W latach 1975–1998 miejscowość administracyjnie należała do województwa wrocławskiego.

## Demografia
Według Narodowego Spisu Powszechnego (III 2011 r.) liczyły 78 mieszkańców. Są najmniejszą miejscowością gminy Dobroszyce.